# Билимович, Александр Дмитриевич
Александр Дмитриевич Билимович (25 мая 1876, Житомир — 21 декабря 1963, Монтерей, США) — русский экономист.

## Биография
Родился в семье военного врача. Брат математика Антона Дмитриевича Билимовича. Женился на Алле Витальевне Шульгиной (1874—1930), сестре видного российского политика В. В. Шульгина.
В 1900 году окончил с золотой медалью Киевский университет и был оставлен в должности приват-доцента. В 1909 году защитил магистерскую диссертацию. В 1915 году защитил в Петербурге докторскую диссертацию, по которой главным оппонентом выступил П. Б. Струве. С 1904 года — приват-доцент, с 1909 года профессор Киевского университета. До конца 1918 года был ординарным профессором Киевского университета, где возглавлял кафедру политической экономии и статистики, унаследованную от своего учителя профессора Д. И. Пихно. Проживал в Киеве до 1920 года.
Внучка Александра Билимовича — Ольга Матич, американский культуролог и искусствовед.

### Общественная деятельность
Александр Билимович до революции не был членом какого-либо политического движения, но при этом симпатизировал консервативным силам, был дружен с семейством Василия Шульгина, печатался на страницах «Киевлянина». Был действительным членом Киевского клуба русских националистов.
В годы Гражданской войны поддержал белое движение, участвовал в «Совете государственного объединения России», и в 1919 году — в «Особом совещании» Деникина, где возглавлял управление земледелия и землеустройства и кроме того, работал в Комиссии по национальным делам. В этом качестве он написал программную работу «Деление южной России на области», где предлагал взять за основу административного деления южных областей бывшей Российской империи прежде всего принцип их экономических связей и социальных отношений и лишь в меньшей мере — принцип этнографии.

### В эмиграции
В 1920 году после поражения белого движения Билимович эмигрировал в Югославию, где был профессором политэкономии в Люблянском университете. В мае 1934 года встал во главе группы русских профессоров, образовавших первый «Комитет Содействия» Национальному Союзу Нового Поколения.
В 1944 году переехал в Мюнхен. В ноябре 1945 года занял должность декана экономического и юридического факультета университета, организованного UNRRA в Мюнхене для русских эмигрантов, где проработал до его закрытия в 1947 году.
С 1948 года в США, был приглашён в Калифорнийский университет в Беркли вести семинар в Институте славяноведения на тему «Пятилетний план Югославии по сравнению с советским пятилетним планом». Когда ему исполнилось 73 года по правилам университета не мог оставаться преподавателем, на этом его педагогическая деятельность окончилась, но исследовательской работой занимался до самой смерти.
В эмиграции Александр Билимович до последних лет жизни оставался активным общественным деятелем, поддерживая организации правоцентристского порядка. Как непримиримый противник марксизма и большевизма, он написал ряд экономических работ, где полемизировал с утверждениями Маркса и анализировал экономические особенности советского строя, предрекая ему экономический и политический крах («Экономический строй освобождённой России»).

## Сочинения
- Товарное движение на русских ж. д., Киев, 1902;
- Министерство финансов в 1802—1902 гг., исторический очерк, Киев, 1903;
- Отчет за первый год заграничной командировки. — Киев, 1906. — 41 с.
- По поводу книги Д. И. Менделеева «К познанию России». Киев, 1907;
- Германское землеустроительное законодательство, том I, Раздел общих земель, Киев, 1908;
- Подъем товарных цен в России, Киев, 1909;
- К вопросу о расценке хозяйственных благ, часть 1, Киев, 1914;
- Социальная теория распределения, Киев, 1916 (оттиск из «Университетских Известий»);
- Революция, большевики и хозяйство России. — Ростов н/Д, 1919. — 28 с.
- Деление Южной России на области, Екатеринодар, 1919;
- Марксизм : изложение и критика. — Сан-Франциско, Типография «Луч», 1954.
- Кооперация в России до, во время и после большевиков. Франкфурт-на-Майне, Посев, 1955.
- Эра пятилетних планов в хозяйстве СССР. Мюнхен, 1959. Ч. 1-2.
- Экономический строй освобожденной России. — Мюнхен: Издательство Центрального объединения политических эмигрантов (ЦОПЭ), 1960. — 127 с.
- А. Д. Билимович Труды. Санкт-Петербург: Росток, 2007.